# El Chupadero, Tancítaro
El Chupadero är en ort i Mexiko.   Den ligger i kommunen Tancítaro och delstaten Michoacán de Ocampo, i den södra delen av landet, 300 km väster om huvudstaden Mexico City. El Chupadero ligger 1 860 meter över havet och antalet invånare är 148.
Terrängen runt El Chupadero är lite bergig, och sluttar söderut. Runt El Chupadero är det ganska tätbefolkat, med 52 invånare per kvadratkilometer. Närmaste större samhälle är Apatzingán, 19,0 km söder om El Chupadero. I omgivningarna runt El Chupadero växer huvudsakligen savannskog.